# Minitel
Minitel — онлайн-служба типу Videotex, що була доступна у Франції у 1970-1990-х роках, а також назва абонентських терміналів для доступу до цієї служби. Абонентське з'єднання здійснювалося через проводову телефонну мережу за допомогою модема. Система вважається однією з найуспішніших серед систем, що з'явилися і розвинулися задовго до виникнення всесвітнього павутиння.
Перший експериментальний запуск служби відбувся у Бретані, до 1982 року сервіс впровадили по всій території Франції. Головним оператором був PTT (фр. Postes, télégraphes et téléphones, у 1991-му році розділений на France Télécom і La Poste). З самого початку роботи сервісу користувачі могли робити онлайн-купівлю, бронювати квитки на потяги, перевіряти курси акцій на біржах, здійснювати пошук у телефонних довідниках, користуватися «електронною поштою» і «чатом», які за ідеєю були схожі на сучасні Internet-аналоги.
У лютому 2009 року France Télécom повідомила, що мережа Minitel досі налічує до 10 мільйонів онлайн-під'єднань на місяць. Остаточне закриття сервісу сталося 30 червня 2012 року.

## Назва
Назва «Minitel» є абревіатурою від фр. Médium interactif par numérisation d'information téléphonique (інтерактивний медіум оцифрованої телефонної інформації).

## Технологія

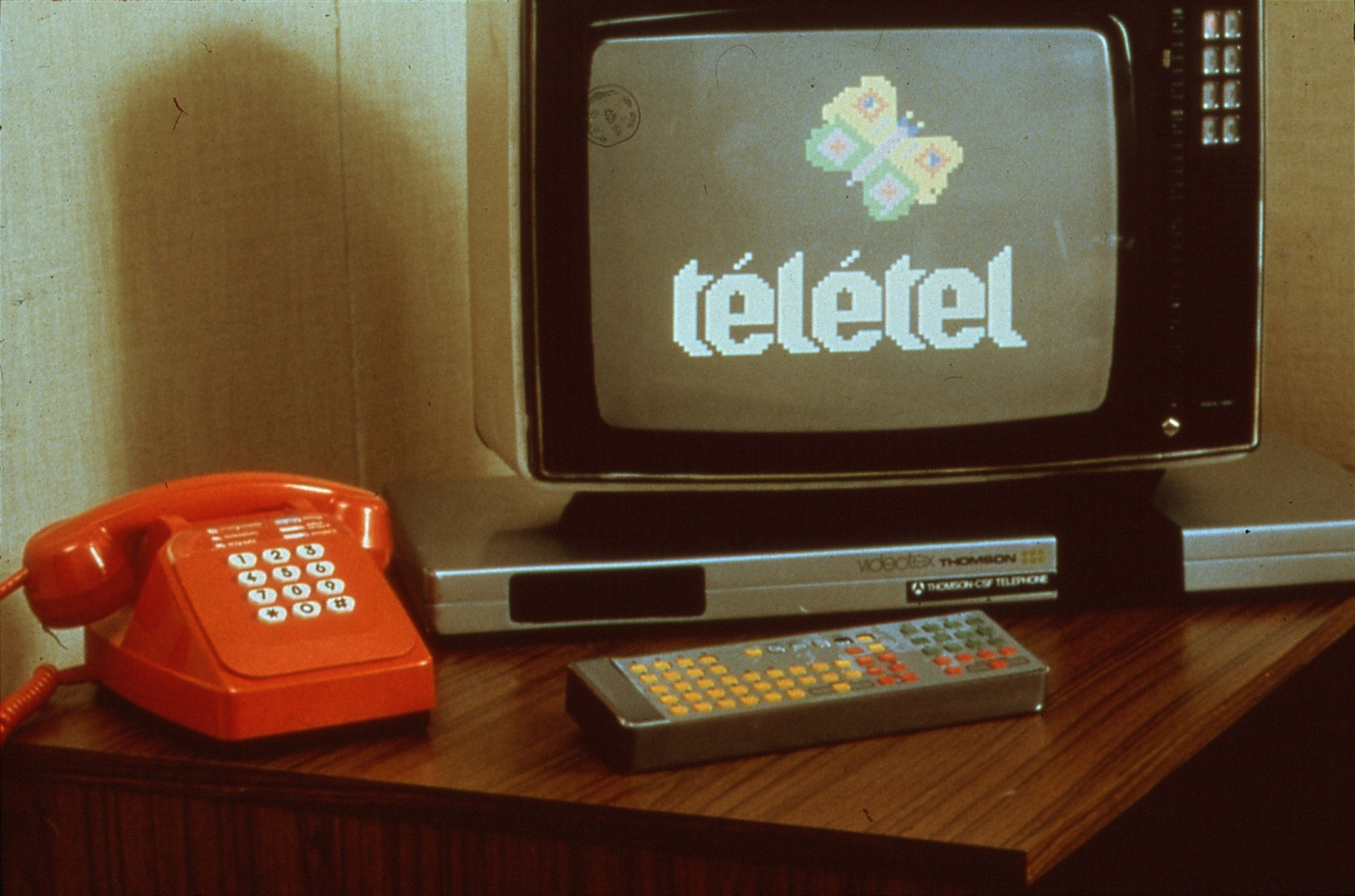
Екран мережі Teletel на терміналі Videotex фірми Thomson

Термінали для Minitel складалися з монітора, що працював у текстовому режимі, клавіатури і модема. На екран можна було виводити також просту псевдографіку (з фіксованого набору символів терміналу). Також деякі сторонні фірми пропонували принтери для під'єднання до терміналів.
Для комерційних клієнтів Minitel використовувала наявну X.25-мережу Transpac; популярність Minitel інколи призводила до проблем у інших клієнтів мережі.
У червні 1985 року відбувся серйозний збій, після чого France Télécom розділила трафік даних для бізнес-клієнтів і Minitel.
При з'єднанні інтегрований у термінал Minitel модем набирав номер спеціального сервісу PAVI (фр. Point d'Accès VIdéotexte, «точка доступу до відеотексту»). Точка PAVI передавала інформацію на сервери відповідної компанії чи установи за допомогою пакетної мережі Transpac.